# Целинное (Карабалыкский район)
Целинное (каз. Целинный) — село в Карабалыкском районе Костанайской области Казахстана. Входит в состав Костанайского сельского округа. Находится примерно в 23 км к западу от районного центра, посёлка Карабалык. Код КАТО — 395045900.

## Население
В 1999 году население села составляло 323 человека (164 мужчины и 159 женщин). По данным переписи 2009 года, в селе проживали 262 человека (134 мужчины и 128 женщин).